# 十五夜の君
「十五夜の君」（じゅうごやのきみ）は小柳ルミ子の9枚目のシングル。1973年8月10日にワーナー・パイオニアから発売された。

## 収録曲
1. 十五夜の君
作詞：安井かずみ／作曲：浜圭介／編曲：森岡賢一郎
2. 笹舟
作詞：山上路夫／作曲：平尾昌晃／編曲：森岡賢一郎